# 406毫米SK C/34型艦炮
40.6厘米SK C/34型火炮（英語：40.6 cm SK C/34 gun），有時又稱阿道夫炮（德語：Adolfkanone）是納粹德國在1934年由克虏伯所設計，並原定用於早期型H级战列舰的艦載主炮；其後，它亦被用作海岸炮。

## 概述
該火炮原定搭載於Z计划战列舰的砲塔以內，並以左右手成一對的形式生產。這些配對的火炮卻在海岸防禦用途當中被分拆以後各自搭載的分別獨立的炮架以上。該火炮的炮管長度達到約20（65.62英尺）；而消息來源聲稱，其為20,300和21,130（799.21和831.89英寸）之間。應用在海防工事當中時，該火炮可抬以升至52度，當發射特殊的600（1,322.77磅）遠程砲彈（又稱阿道夫砲彈）時，射程可達到56（34.80英里）。它採用了標準的德國海軍彈藥系統，將其基本裝藥保存在金屬彈殼當中，並且在絲綢袋中填充另外的輔助裝藥。就結構而言，該406（15.98英寸）口徑的火炮與38厘米SK C/34型艦炮相同，只是炮管的口徑不同。當用作海岸炮時，這門武器的射速約為2發／分鐘。

## 原定艦炮規格
- 研發日期——1934年
- 服役期間——1942年（作為沿海防衛炮）
- 炮膛——406（15.98英寸）
- 炮管長度、連尾部件——21.5米（70.54英尺）
- 炮管重量——158公噸（158,000.00）
- 射速——2發／分鐘
- 炮彈重量——
  - 德國L/4.8和L/4.4型標準炸藥彈和穿甲彈1,020—1,030（2,248.72—2,270.76磅）
  - 德國L/4.2型阿道夫砲彈（遠程砲彈）則是600（1,322.77磅）
- 裝藥重量——
  - 普通彈的兩部分裝藥總重量為302（665.80磅）
  - 遠程砲彈則是312（687.84磅）
- 最大射程——
  - 標準炮彈：42.8（26.59英里）
  - 遠程炮彈：56（34.80英里）
- 炮口初速——
  - 標準炮彈：810每秒（2,657.48英尺每秒）
  - 遠程炮彈：1,000每秒（3,280.84英尺每秒）
- 炮架——雙聯裝炮塔Drh LC/34，重達1,475公噸（1,475,000.00）

## 海岸防禦
由於第二次世界大战由納粹德國自行爆發，Z计划宣佈取消，原定的56,000多噸的H級和J級戰艦被下令停工而從未建成，因此原為它倆設計的火炮就在第二次世界大戰期間被用作海岸防禦火炮。生產商至少生產了12門火炮；其中1門為實驗型，有8門位於挪威（一門運輸在途中沉沒），另外3門則設於波蘭在但澤附近使用。在進行第一次射擊訓練以後不久，設於波蘭的火炮轉移到法國，駐紮在桑加特附近，並且更名為“林德曼”炮台，以紀念陣亡的俾斯麥號戰艦艦長恩斯特·林德曼。

### 波蘭的火炮陣地
1940年，首三門火炮部署在波蘭赫爾設防區，命名為石勒蘇益格-荷爾斯泰因州炮台，用以保護格但斯克湾。1941年5月至6月間，這三門火炮都有用以發炮；不久以後，它倆都被拆下並且運送到法國，用作林德曼炮台的火炮。它們在法國桑格特附近的這個新地點，用以向英吉利海峽之間航運的海港、位於英格蘭肯特郡的多佛尔炮擊。目前，在赫爾的炮台遺跡建有一座海防博物館。

### 挪威的火炮陣地
到達挪威目的地的七門火炮會被分體為兩座炮台：

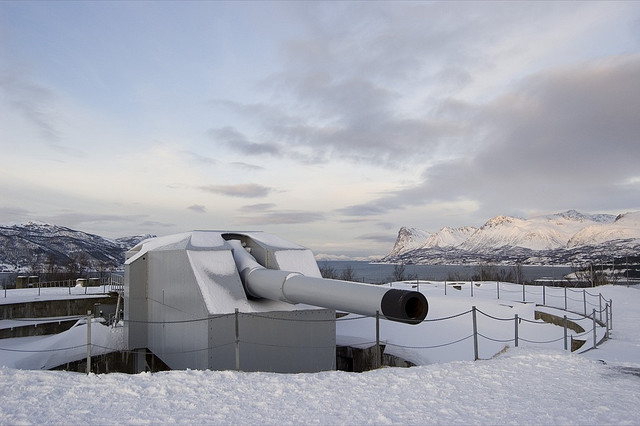
位於挪威哈尔斯塔附近的特倫德內斯的阿道夫炮（攝於2007年）。

- 在恩格勒亞島（英语：Engeløya）斯泰根鎮以上裝備了三門火炮的迪特爾炮台。德國駐守部隊為MKB 4 / MAA 516。
- 在哈尔斯塔附近的特倫德內斯要塞（英语：Trondenes Fort）以上架設了四門火炮的西奧炮台。德國駐守部隊為MKB 5 / MAA 511。

戰爭結束後，特倫德內斯的火炮和1,227枚炮彈都被挪威陸軍所接管。該炮台的最後一次炮擊是在1957年，然後1964年正式退役。1956年，三門位於恩格勒亞島的火炮都被當作廢鋼出售，但特倫德內斯的四門火炮卻獲保留下來，其中一門維護得當、更開放作博物館展品。在夏季，通常每天會有三至四名導遊前來。其他三門僅保留在外部。

### 法國的火炮陣地
從赫爾的石勒蘇益格-荷爾斯泰因州炮台（德國駐守部隊為MKB 2 / MAA 119）來到法國以後，更名為林德曼炮台（德國駐守部隊為MKB 6 / MAA 244），而且有著可觀的服役記錄。三門火炮分別裝置在砲塔以內，並且由厚達四米的大型混凝土外殼所保護。在1940年至1944年之間，該炮台向多佛尔發射了2,226枚炮彈。由於混凝土厚實，儘管多度被擊中，但火炮並未因轟炸而失效。只有布魯諾砲塔在1944年9月3日被擊中而損壞，當時一門英國列車炮的砲彈擊中了其抬升組件；不久以後，該炮台被繳獲。

## 原定艦炮炮彈
- L/4.4 m Bd Z Hb（穿甲弹）——1,030千克。（25公斤裝藥量）穿甲炮彈，彈尾引信
- L/4.8 m KZ m Hb（高爆弹）——1,030千克。（80公斤裝藥量）高爆炮彈，彈尖引信
- L/4.6 m Bd Z Hb（半穿甲弹）——1,030千克。（45公斤裝藥量）高爆炮彈，彈尾引信

## 海岸炮炮彈

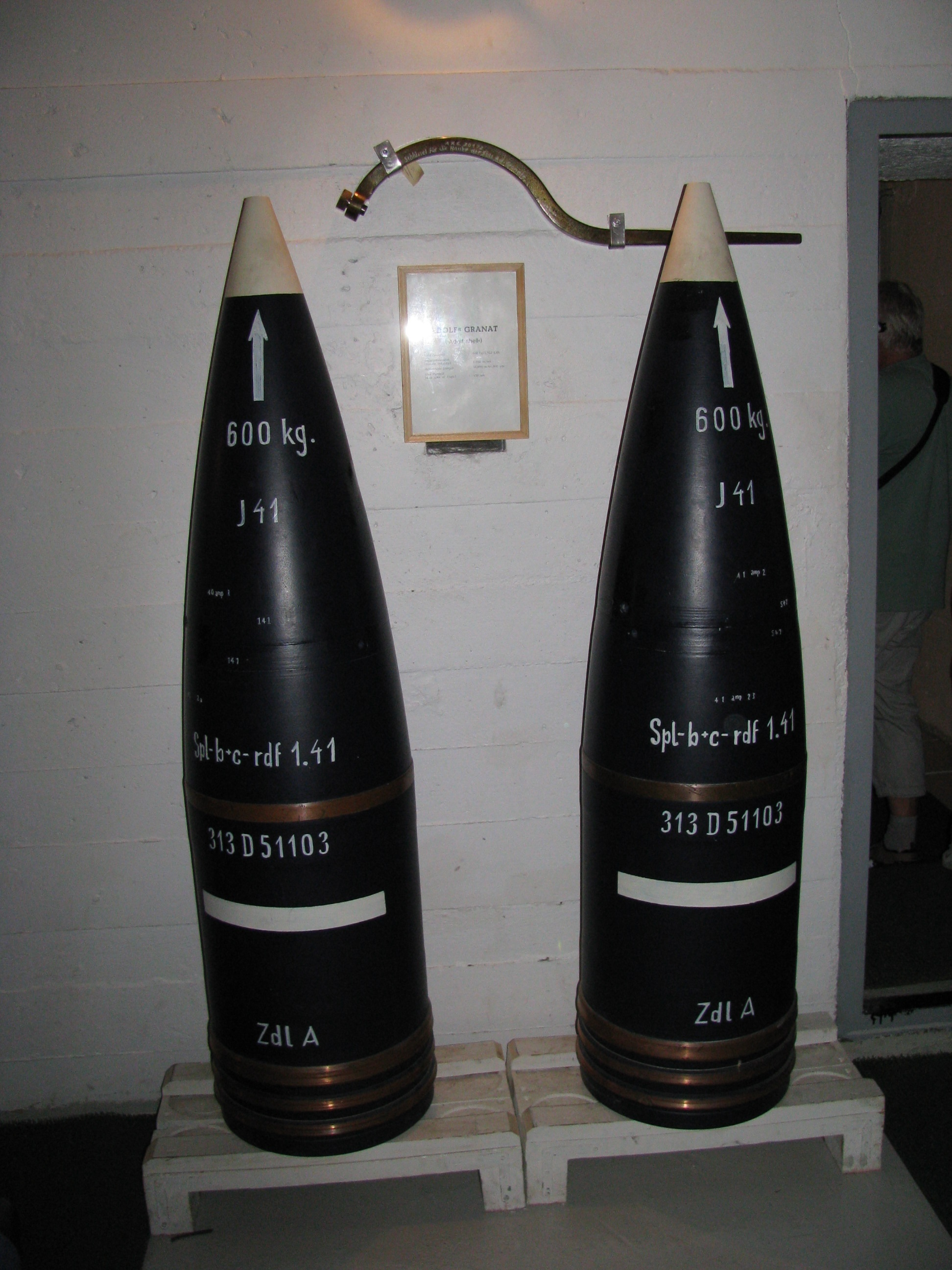
遠程的600千克“阿道夫”砲彈；攝於哈尔斯塔。

- L/4.2 m KZ m Hb（阿道夫；高爆弹）——600千克。（50公斤裝藥量）高爆炮彈，彈尖及彈尾引信
- L/4.1 m KZ m Hb（高爆弹）——610千克。（50公斤裝藥量）高爆炮彈，彈尖及彈尾引信

## 流行文化
40.6厘米SK C/34型艦炮在2015年戰遊網大型多人在线角色扮演射击游戏《戰艦世界》當中的多次更新以後，以雙聯裝Drh LC/34砲塔之姿將四座搭載於其修改自H39級的銀幣系IX級戰列艦腓特烈大帝號以上，還有以三連裝砲塔之姿將四座搭載於其修改自H41的加值系（曾經是銀幣系）X級戰列艦大選帝侯號以上；而中國智能手机遊戲《碧藍航線》與戰艦世界的第二次聯動活動當中，在腓特烈大帝號的艦娘登場的同時，亦讓40.6厘米SK C/34型艦炮沿用相關資料登場，並且命名為“试作型双联装406mmSKC主炮T0”。

### 年代、功能、性能相近的其他火炮
- Mk 6 16吋45倍徑艦炮、Mk 7 16吋50倍徑艦炮：美國研製的16英吋戰列艦艦炮
- BL 16吋Mk I後裝艦炮：英國研製的16英吋戰列艦艦炮
- 三年式41公分艦炮：日本研製的410毫米大口徑艦炮，口徑稍大

## 資料來源
1. ↑  .   [2020-10-01]. （原始内容存档于2011-08-20）.
2. ↑  .   [21 April 2006]. （原始内容存档于2006-07-08）.
3. ↑  .   [2020-10-01]. （原始内容存档于2012-10-10）.
4. ↑  .   [2020-12-07]. （原始内容存档于2020-09-28）.

## 外部連結
- （英文）—Navy Weapons.com（页面存档备份，存于）
- （英文）—Hela.com Trondenes Battery
- （英文）—MKB Trondenes
- （挪威文）—Adolfkanonen.com（页面存档备份，存于）
- （波兰語）—Schleswig-Holstein battery in Hela (in Polish)
- （波兰語）—Hela.com gallery
- （波兰語）—Museum of Coastal Defence in Schleswig-Holstein battery in Hela（页面存档备份，存于）

68°50′02″N 16°34′59″E / 68.8339°N 16.5831°E